# Rey Ding de Zhou
El Rey Ding de Zhou (en chino, 周定王; pinyin, Zhōu Dìng Wáng), or King Ting of Chou, fue el vigésimo primer rey de la Dinastía Zhou de China, y el noveno rey de la Dinastía Zhou Oriental. Era hijo del Rey Qing de Zhou, y hermano del Rey Kuang de Zhou.
Durante su reinado, envió a un funcionario, llamado Wangsun a llevar regalos al ejército del estado de Chu.